# Cruz de Calatrava

Cruz de Calatrava

La Cruz de Calatrava es un símbolo utilizado por la Orden de Calatrava y la Orden de Montesa (esta en color negro), así como por la Orden de Predicadores. Consiste en una cruz griega (antiguamente era latina) con los cuatro brazos iguales, de gules y flordelisada (con flores de lis en los extremos de los brazos). 

## Historia
Esta cruz aparece en numerosos escudos y banderas, como en el de la villa de Fitero Navarra, donde se fundó la orden, y en otras poblaciones del Campo de Calatrava, comarca en la provincia de Ciudad Real que perteneció a la Orden de su nombre, como Illana, Almagro, Aldea del Rey, Daimiel, Miguelturra, Almadén, Villarrubia de los Ojos, Villamayor de Calatrava, Valdepeñas, Almodóvar del Campo, Argamasilla de Calatrava, Calzada de Calatrava y Granátula de Calatrava, y también en la bandera de la Ciudad de Buenos Aires. Igualmente se encuentra en viejas casonas cántabras, como en el caso del pueblo de Esponzues, y figura en el escudo de algunas familias particulares como la Segovia o la Bascuñana. También se considera un símbolo representativo para la comunidad Dominica.
En la Orden de Calatrava esta fue de color negro hasta el siglo XV cuando pasó a ser representada de color rojo.

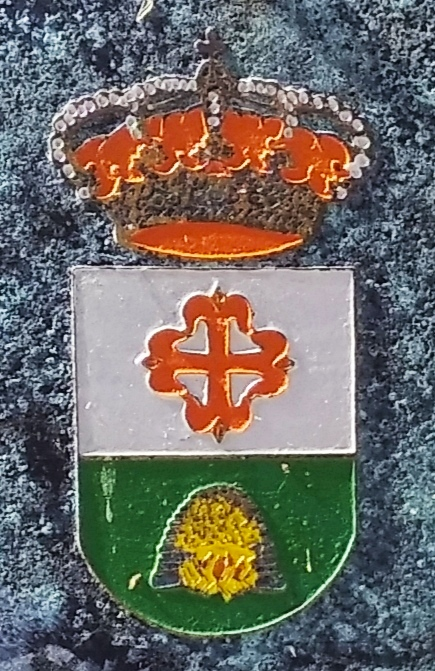
Cruz de Calatrava en el Escudo de Vegas de Matute

Cruz de Calatrava en la bandera de Ciudad de Buenos Aires.

En la Universidad de Santo Tomás de Bogotá se celebra un Festival de la Canción Gran Cruz de Calatrava,  en el que los estudiantes participan con sus habilidades.